# Tetrastichus clypeatus
Tetrastichus clypeatus är en stekelart som beskrevs av Charles Joseph Gahan 1925. Tetrastichus clypeatus ingår i släktet Tetrastichus och familjen finglanssteklar.
Artens utbredningsområde är Filippinerna. Inga underarter finns listade i Catalogue of Life.